# Torre de Ría

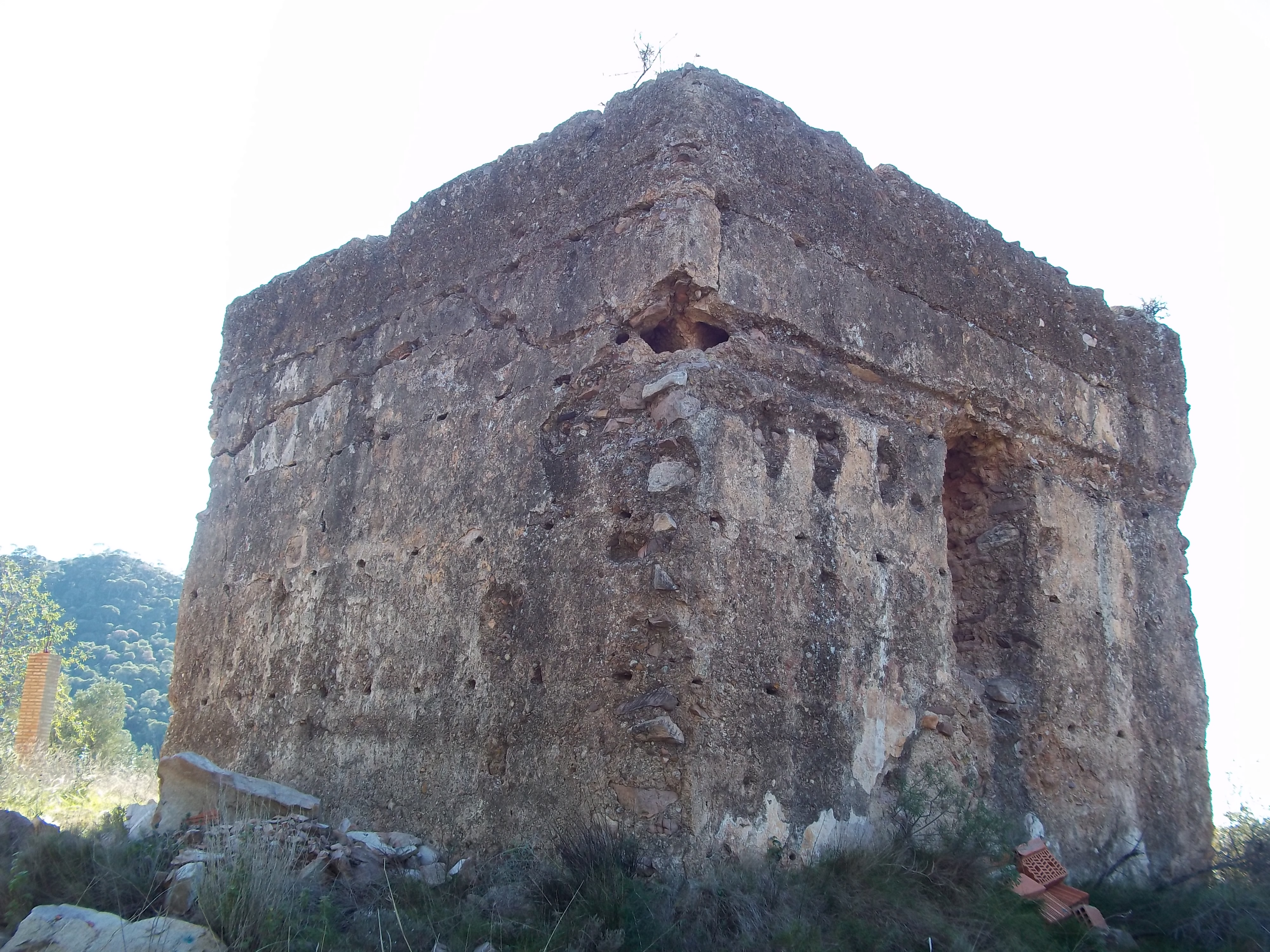
Fotografía de la Torre de Ría

La Torre de Ría es una torre defensiva de origen hispano-musulmán que se encuentra en Serra (Valencia).
Se encuentra declarado bien de interés cultural con registro ministerial R-I-51-0010760 de 21 de febrero de 2002.
El lugar de nombre Ría -cuyo origen parece ser del árabe rhia, molino de agua- se componía en los siglos XVI y XVII de dos partidas adyacentes conocidas como La Solana y La Umbría. La primera denominación se ha perdido, pero la segunda se mantiene en la Fuente de la Umbría, cuyas aguas posiblemente serían utilizadas en el molino.
La torre defendía la aldea y sus tierras. Se encuentra a 700 m de la fuente.
La torre es de planta casi cuadrada, de unos 6 metros de lado. Está construida con muros de piedra y tapial y cubierta de mortero de cal del que se conservan restos a media altura y en su cara norte, a tres metros, presenta una abertura por la cual se accede a un recinto de unos tres por tres metros. Hasta esa altura, la construcción es maciza y a partir e ella se levantan los muros en talud, conservados prácticamente en su totalidad, con algunas aberturas estrechas a la manera de aspilleras.
Las excavaciones realizadas en el año 1990 descubrieron una serie de estructuras de habitación colindantes con la torre.